# بیدستان (باغ‌ملک)
بیدستان (باغ‌ملک)، روستایی از توابع بخش مرکزی شهرستان باغ‌ملک در استان خوزستان ایران است.

## جمعیت
این روستا در شهر قلعه تُل قرار دارد و براساس سرشماری مرکز آمار ایران در سال ۱۳۸۵، جمعیت آن ۹۵ نفر (۲۲خانوار) بوده‌است. این روستا دارای جاهای دیدنی و زیبا برای گردشگران است. از جاذبه‌های دیدنی این روستا: قدمگاه حضرت عباس، سرتَنگ، سر چاه و سپران است.